# Erythrus fruhstorferi
Erythrus fruhstorferi là một loài bọ cánh cứng trong họ Cerambycidae.